# Кэмпбелл, Колин, 7-й граф Кодор
Колин Роберт Воган Кэмпбелл, 7-й граф Кодор (англ. Colin Robert Vaughan Campbell, 7th Earl Cawdor; род. 30 июня 1962) — шотландский пэр и архитектор. Он также известен тем, что имел юридические проблемы со своей мачехой, графиней Кодор.

## Биография
Родился 30 июня 1962 года. Старший сын и третий ребёнок Хью Джона Вогана Кэмпбелла, 6-го графа Кодора (1932—1993), и его первой жены Кэтрин Хинд.
21 октября 1994 года он женился на леди Изабелле Рейчел Стэнхоуп (род. 1 октября 1966), младшей дочери Уильяма Стэнхоупа, 11-го графа Харрингтона (1922—2009), и его третьей жены Присциллы Маргарет Кьюбитт (род. 1941), внучки 2-го барона Эшкомба. Получил образование в Итонском колледже и в колледже Святого Петра, Оксфордский университет.
Леди Кодор — бывший редактор моды Vogue и стилист, который теперь обратился к оформлению интерьера. У лорда и леди Коудор четверо детей:
- Леди Джин Кэмпбелл (род. 31 мая 1997)[4]
- Джеймс Честер Кэмпбелл, виконт Эмлин (род. 8 июля 1998)
- Леди Элеонора Кэмпбелл (род. 2000)[5]
- Леди Беатрис Кэмпбелл (род. 2004)[6]

В 2007 году журнал Vogue считал графа и графиню Кодор одной из самых хорошо одетых пар.
23 июня 2013 года газета «Нью-Йорк Таймс» процитировала одну из старших сестер Колина Кэмпбелла, Лайзу Кэмпбелл, в статье, в которой законы о первородстве мужчин и первородстве по мужским предпочтениям описывались как унаследованный пример сексизма: «Шикарный аспект этого ослепляет людей к тому, что по сути является сексизмом в привилегированном меньшинстве, где девочки рождаются реже, чем мальчики».
Лорд Кодор — заместитель лейтенанта Нейрншира и нынешний вице-лорд-лейтенант.